# Louis Victor Bevalet
Louis Victor Bevalet (* 16. Juli 1808 in Paris; † 5. Dezember 1887 in Ivry-sur-Seine) war ein französischer Illustrator, der sich auf naturwissenschaftliche Darstellungen spezialisiert hatte und Tierpräparator.

## Leben und Wirken
Sein Vater Antoine Germain Bevalet (1783/84–1864) war ebenso Künstler, seine Mutter Anne Marie Patin (–1810) verstarb schon bald nach seiner Geburt. Am 24. Juli 1841 heiratete er Sophie Augustine Gaffet (1818–1878) im 10. Arrondissement von Paris. Mit ihr hatte er den Sohn Louis Edouard Bevalet (1861–1862). Als er 1873 nach dem Abbrennen des Archivs von Paris seine Heirat nachtragen ließ, wohnte er in der 117 rue du Faubourg du Temple.
Bevalet war ein Schüler von Nicolas Geneviève Huet und Pierre-Joseph Redouté. Er nahm zwischen 1835 und 1836 als Zeichner und Präparator an einer wissenschaftlichen Reise auf Korvette Recherche nach Island und Grönland unter der Leitung von Joseph Paul Gaimard teil. Die Korvette stand unter der Führung von François Thomas Tréhouart (1798–1873). Später erschienen von der Reise mehrere Bände unter dem Titel Voyage en Islande et au Groënland exécuté pendant les années 1835 et 1836. Die Reise begleiteten außerdem der Botaniker, Mineraloge und Geologe Louis Eugène Robert (1806–1882), der Sprachwissenschaftler und Poet Xavier Marmier (1808–1892), der Meteorologe Raoul Anglés, der Künstler Auguste Étienne François Mayer (1805–1890) und der Hydrograph Victor Charles Lottin (1795–1858). Es folgte von 1838 bis 1840 eine weitere Forschungsreise unter dem Kapitän Jean Jacques Louis Fabvre (1800–1864) nach Skandinavien, Lappland, Spitzbergen und die Färöer. Hier überwinterte er auf der Recherche in Altafjord. Auch zu dieser Reise erschienen mehrere Bände unter dem Titel Voyages en Scandinavie, en Laponie, au Spitzberg et aux Feröe, pendant les années 1838, 1839, 1840 sur la corvette la Recherche. Einige seiner Tafeln beider Reisen finden sich auch in den Bildatlanten der Reisen. Bevalet war Mitglied der La Société littéraire d'Islande und des 1848 gegründeten Comité central des artistes. Für seine Verdienste wurde ihm von König Karl XIV. Johann der Rittes des Wasaordens verliehen.
Bevalet verstarb in der 7 Avenue de la République in Ivry-sur-Seine.

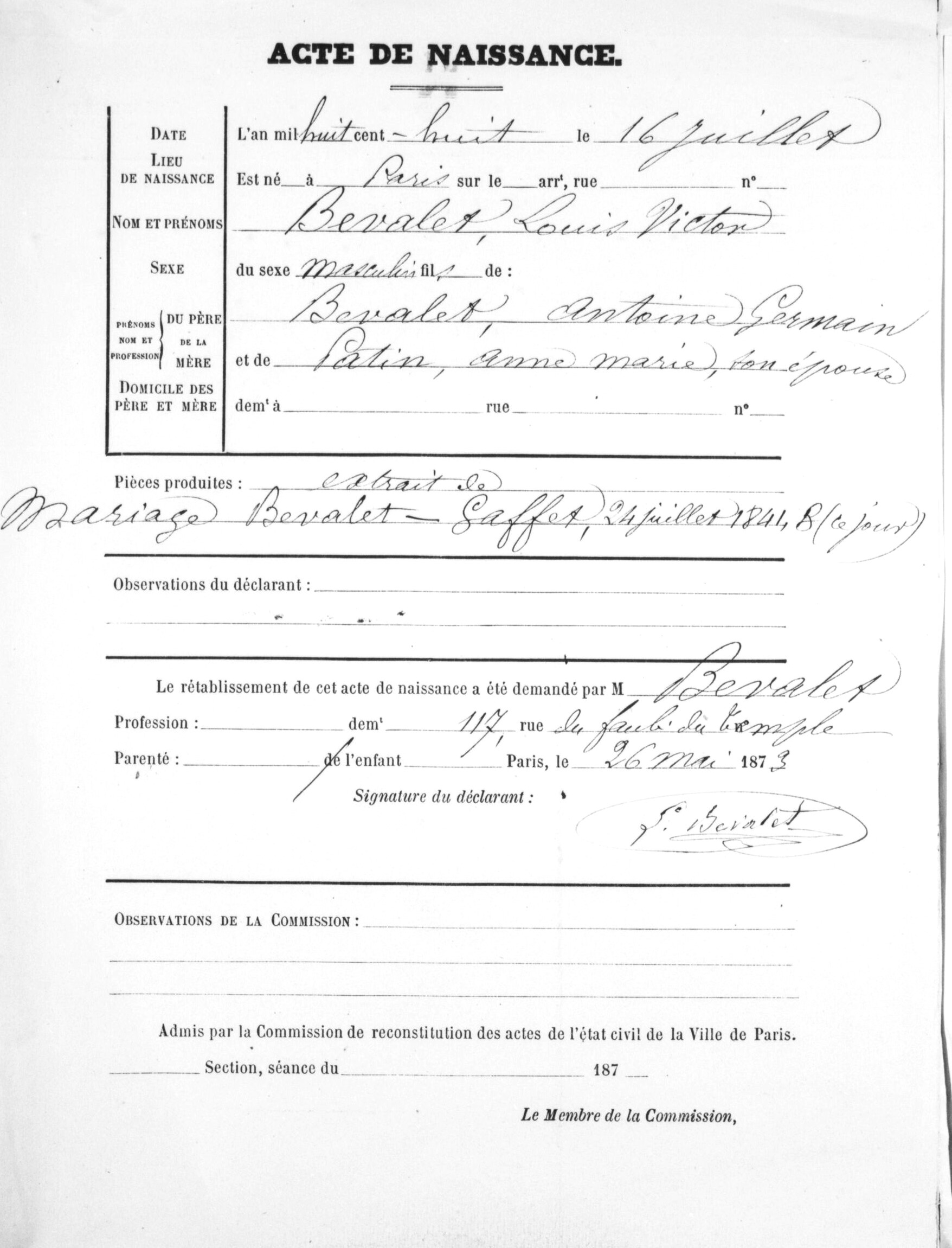
Eintrag seiner Geburt am 16. Juli 1808
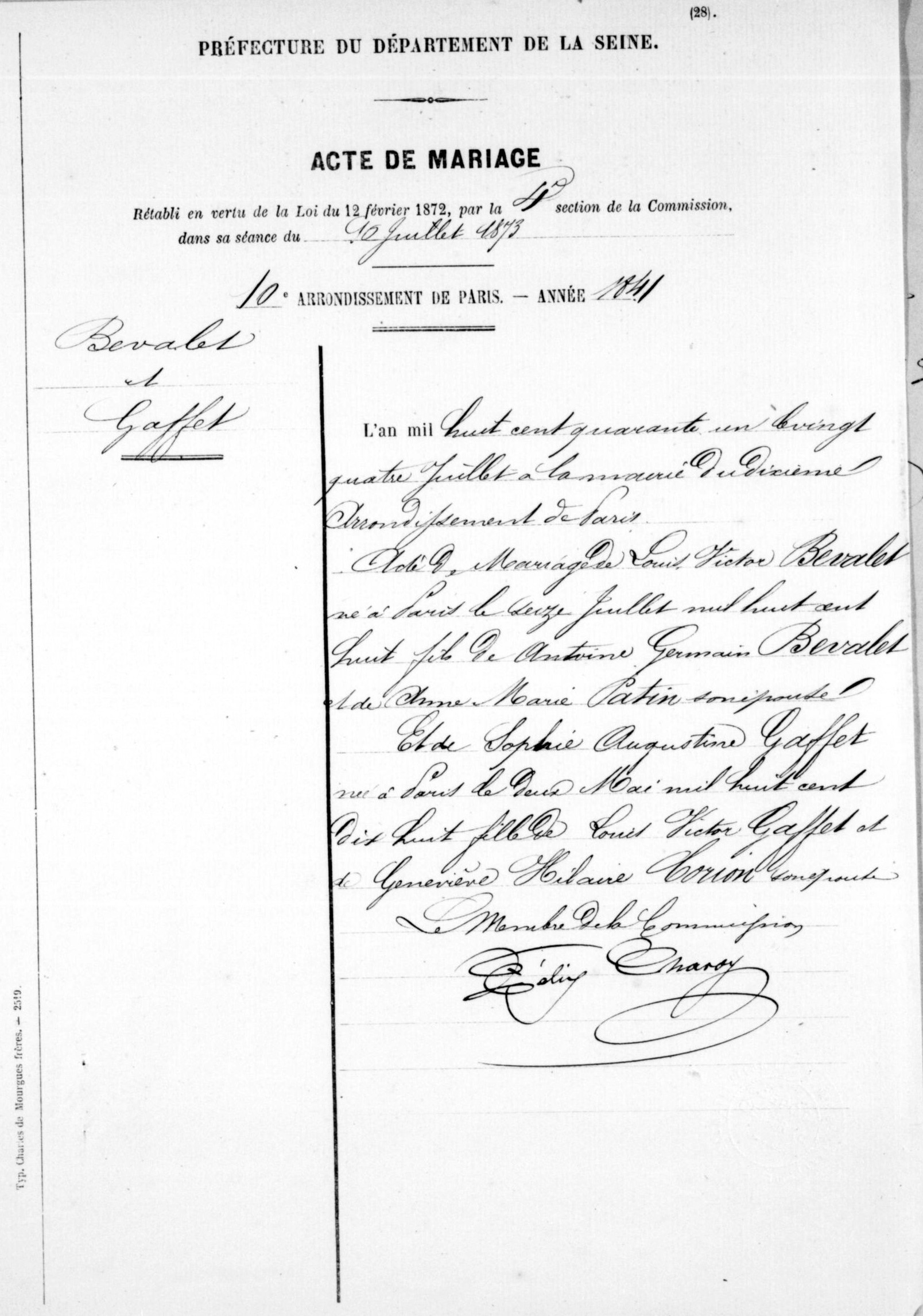
Eintrag seiner Heirat vom 24. Juli 1841
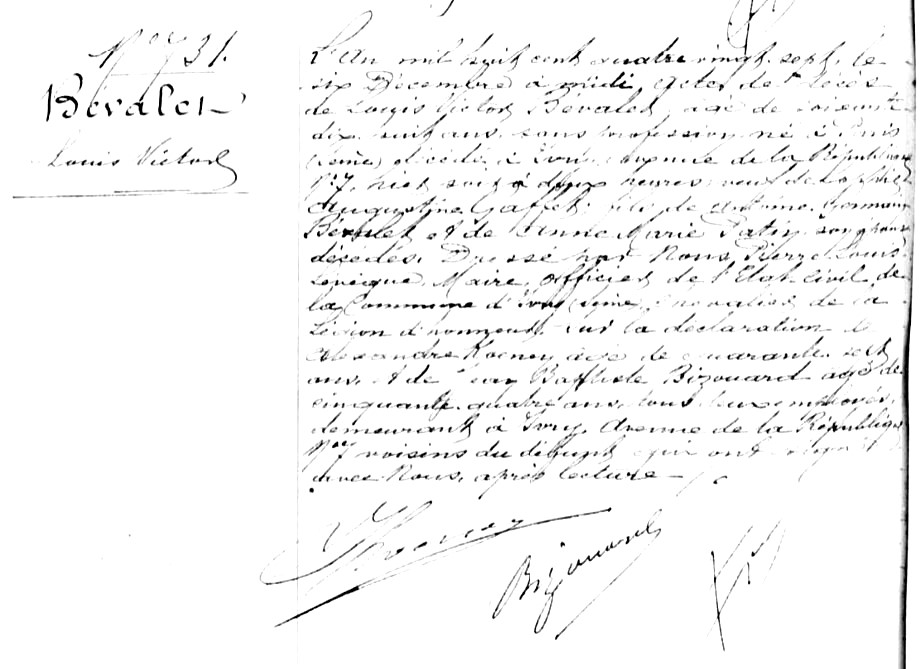
Eintrag seines Todes in Ivry-sur-Seine
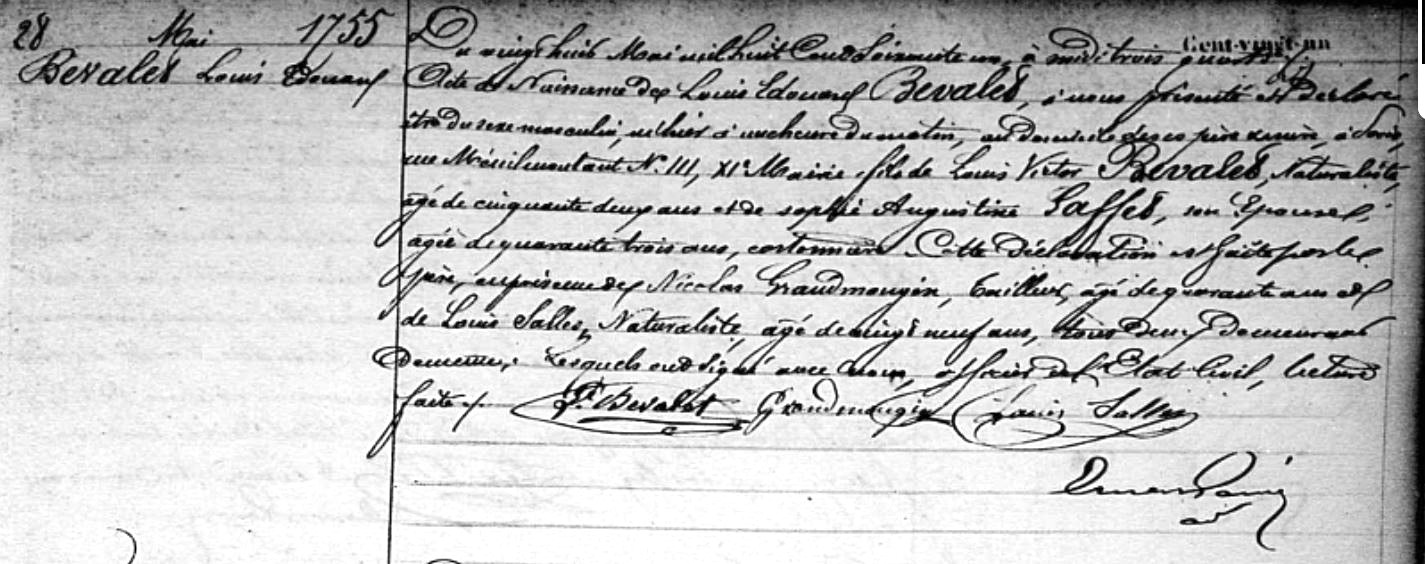
Eintrag der Geburt des Sohnes Louis Edouard Bevalet
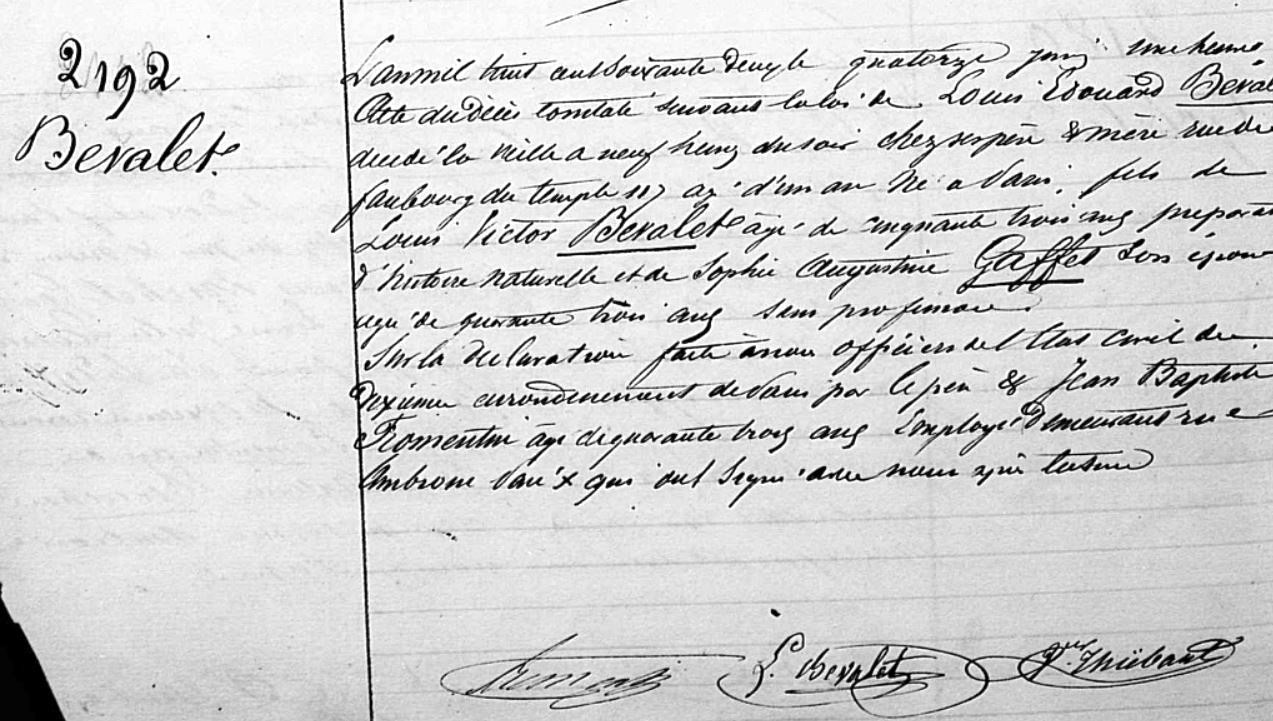
Eintrag des Todes seines Sohnes Louis Edouard Bevalet
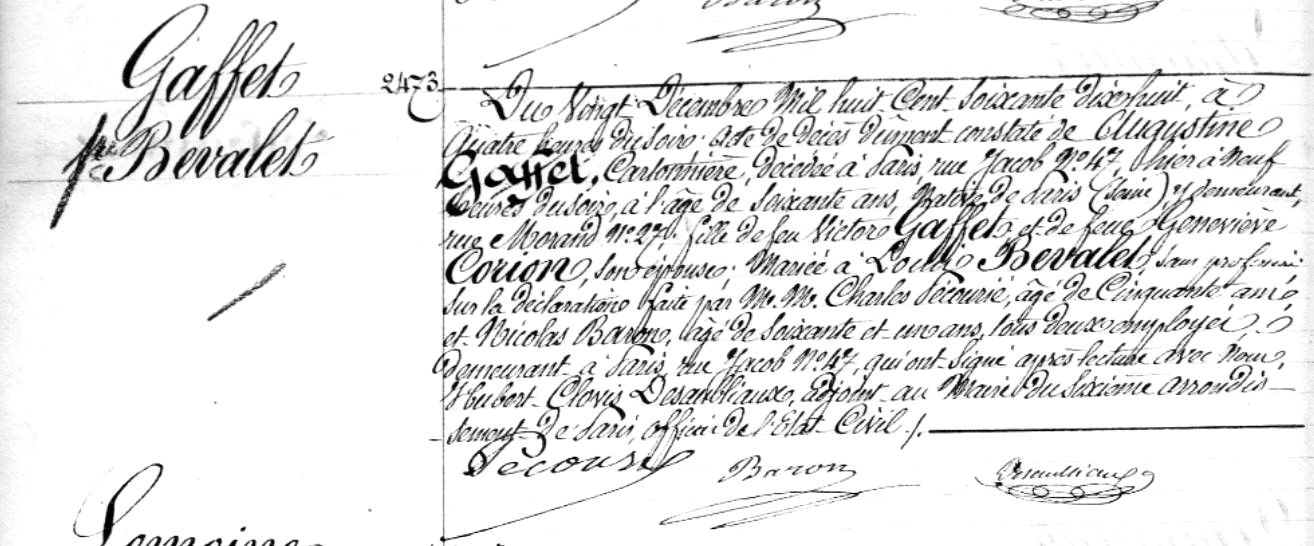
Eintrag des Todes seiner Frau

## Seine Werke

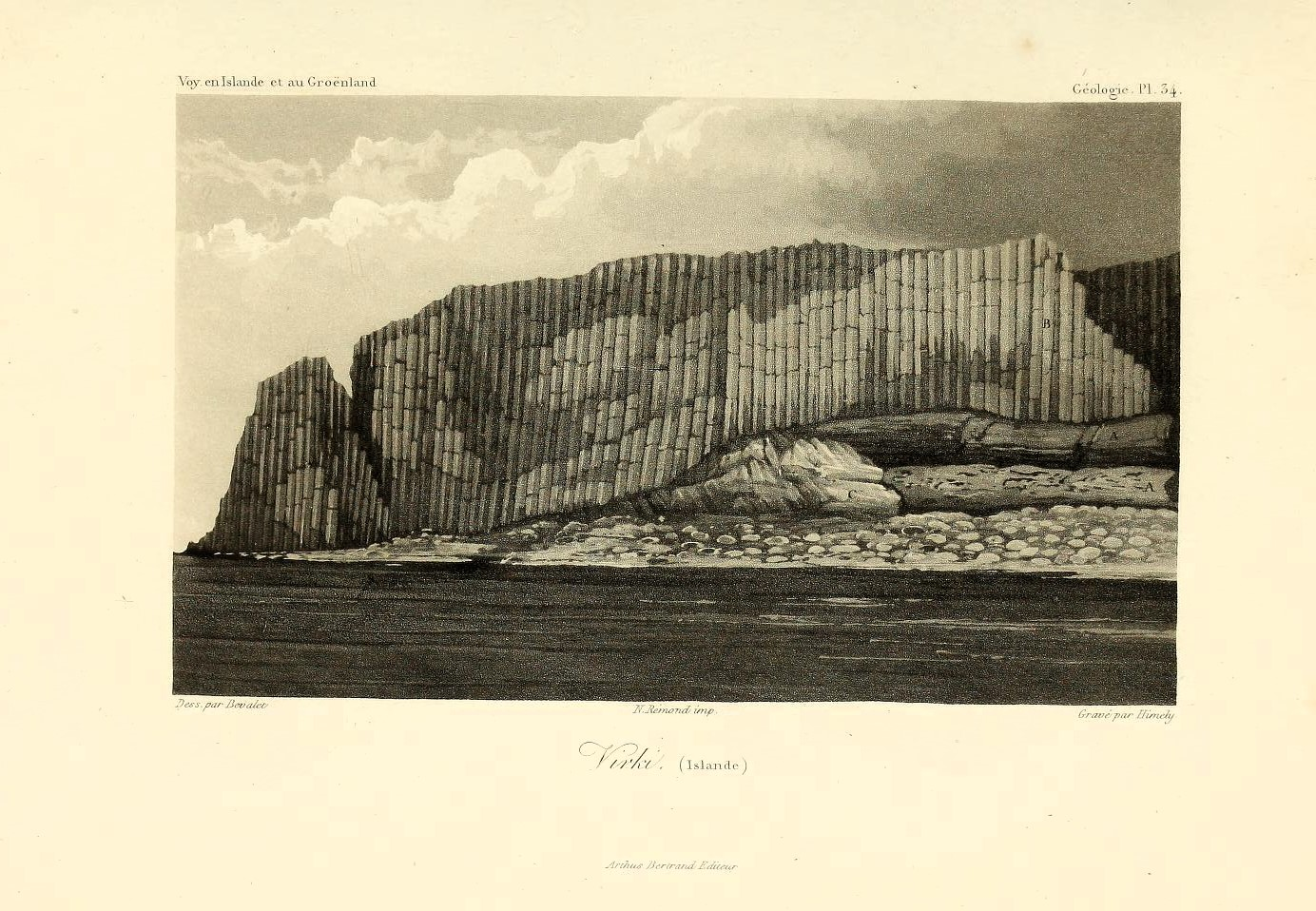
Eine Zeichnung von Borgarvirki von Bevalets erster Reise
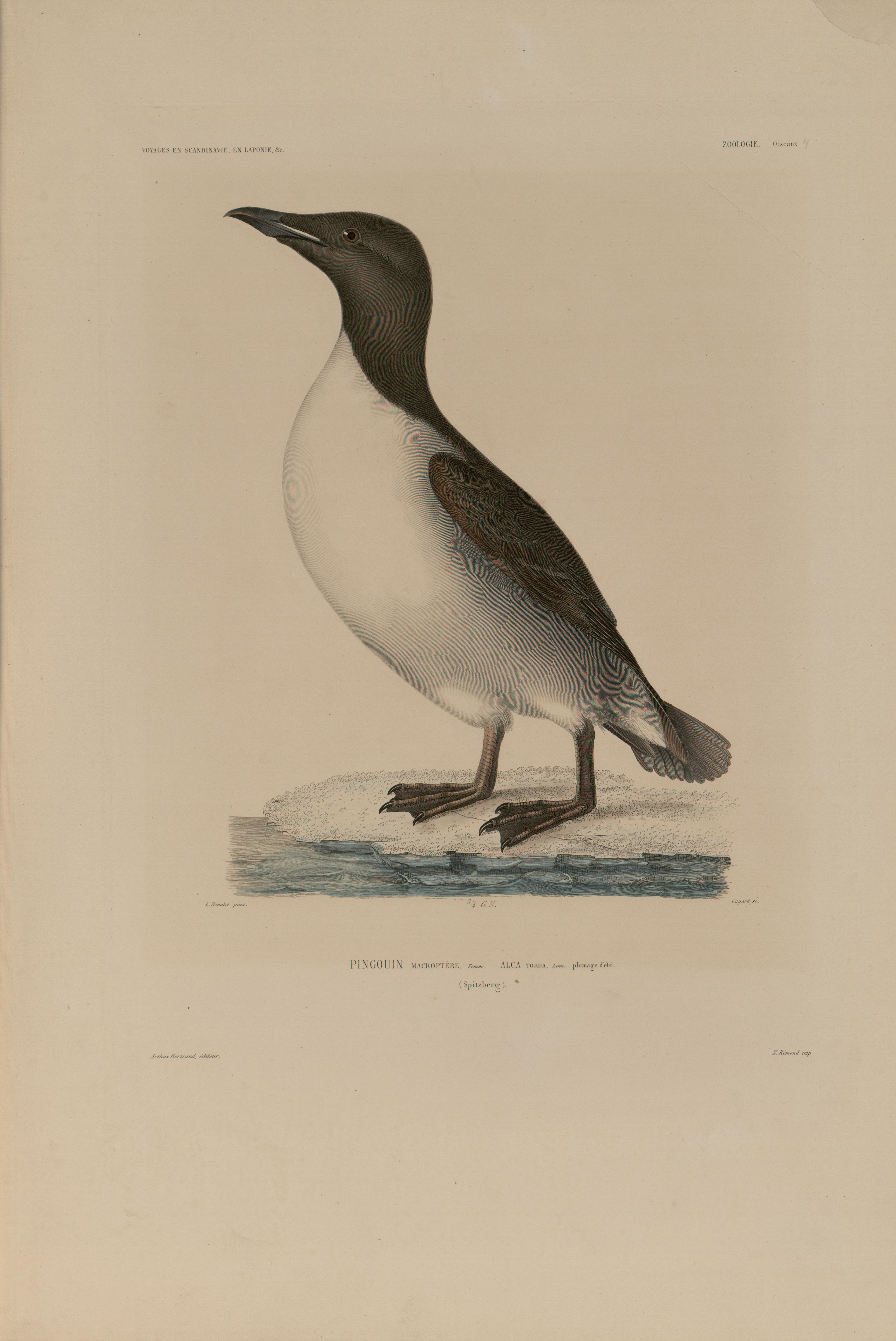
Tordalk (Alca torda) von Bevalets zweiter Reise
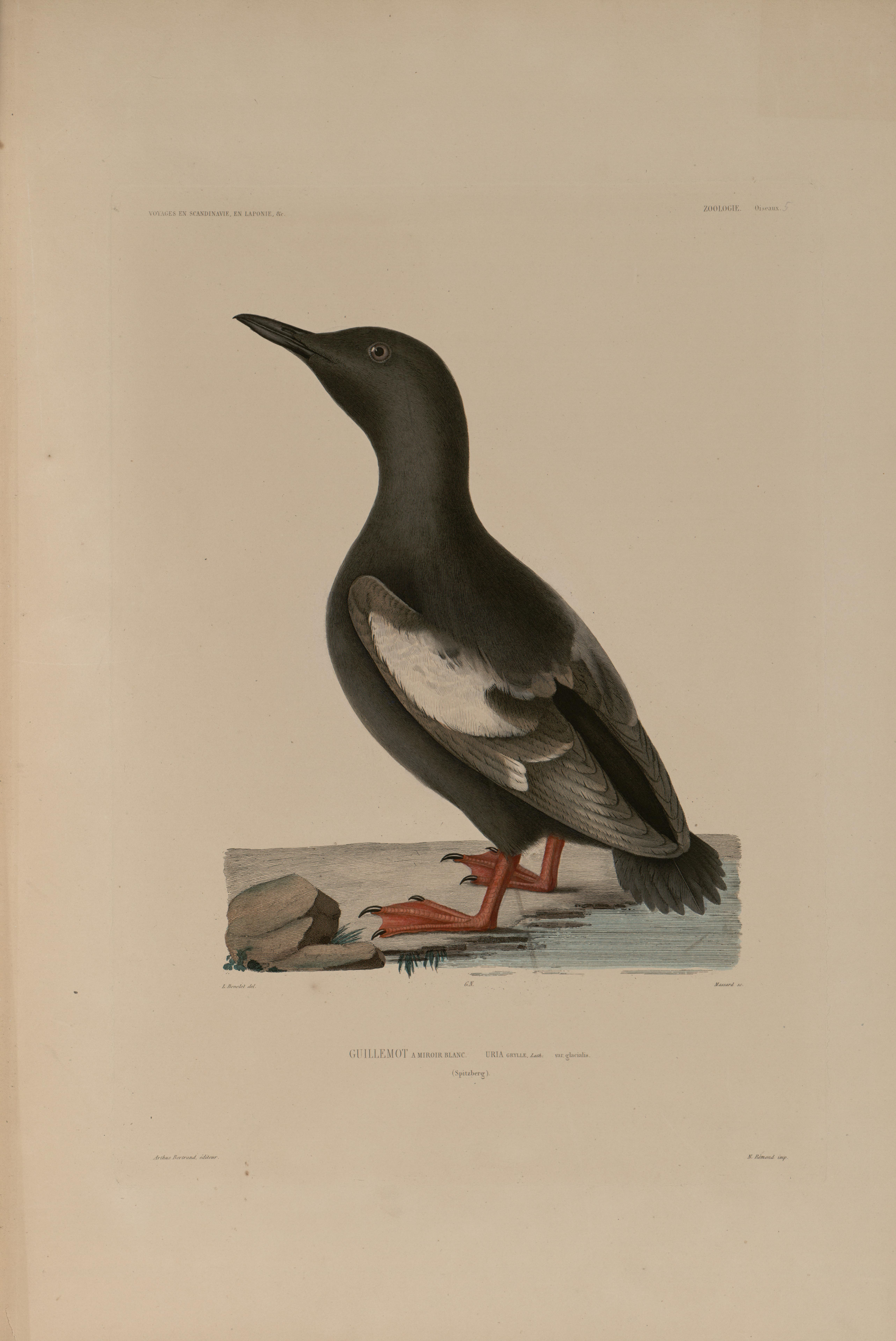
Gryllteiste (Cepphus grylle)
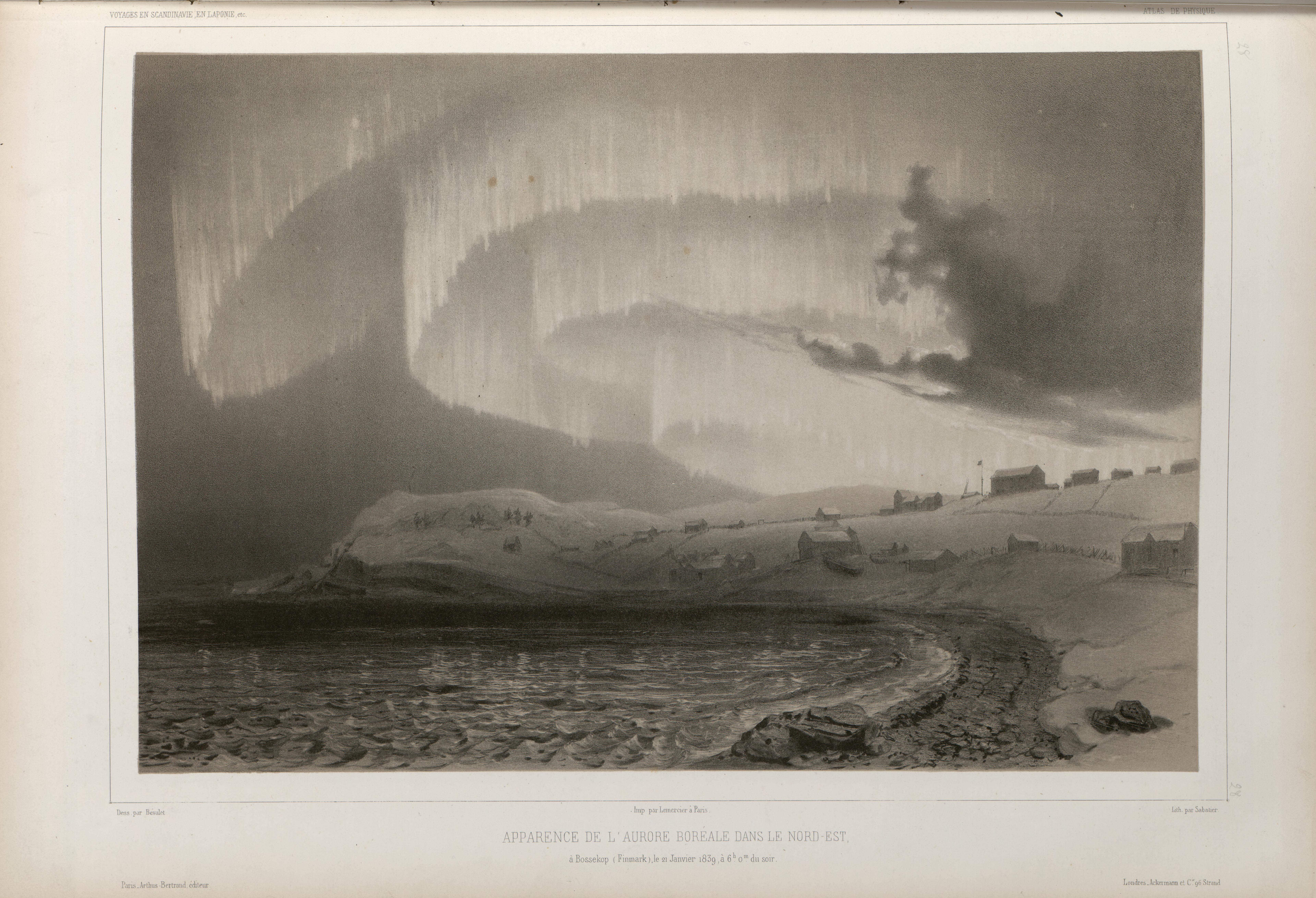
Polarlicht bei Bossekop gezeichnet von Bevalet
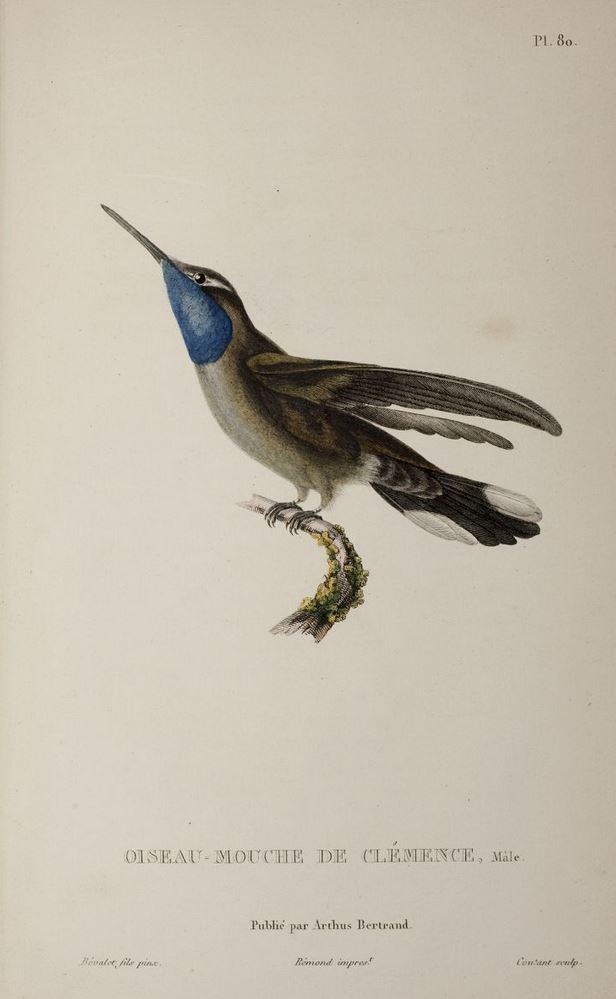
Männliche Blaukehlnymphe illustriert für Lesson
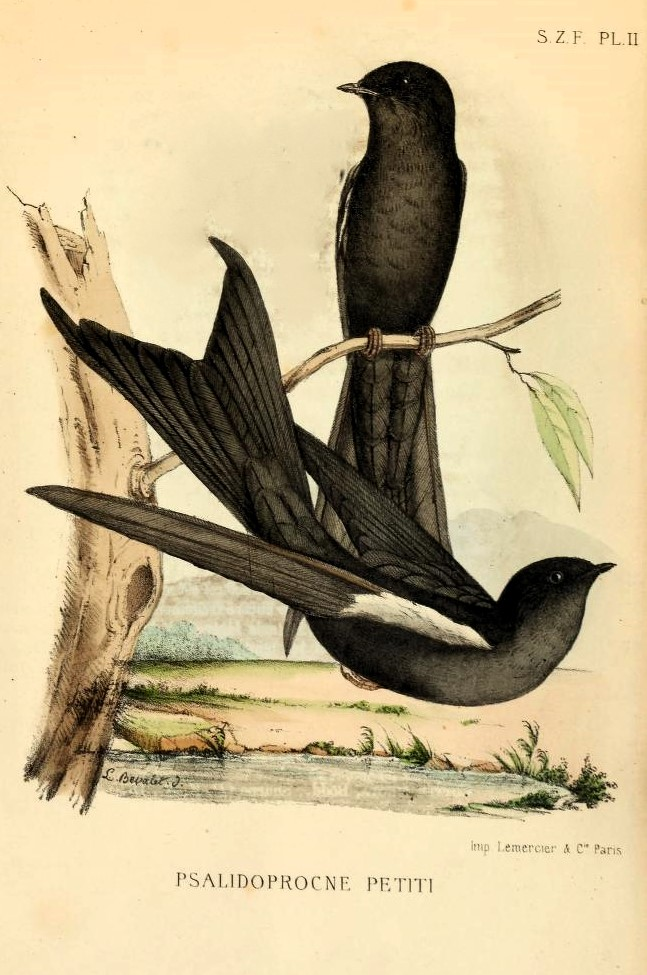
Erzschwalben-Unterart (Psalidoprocne pristoptera petiti Sharpe & Bouvier, 1876) illustriert von Bevalet
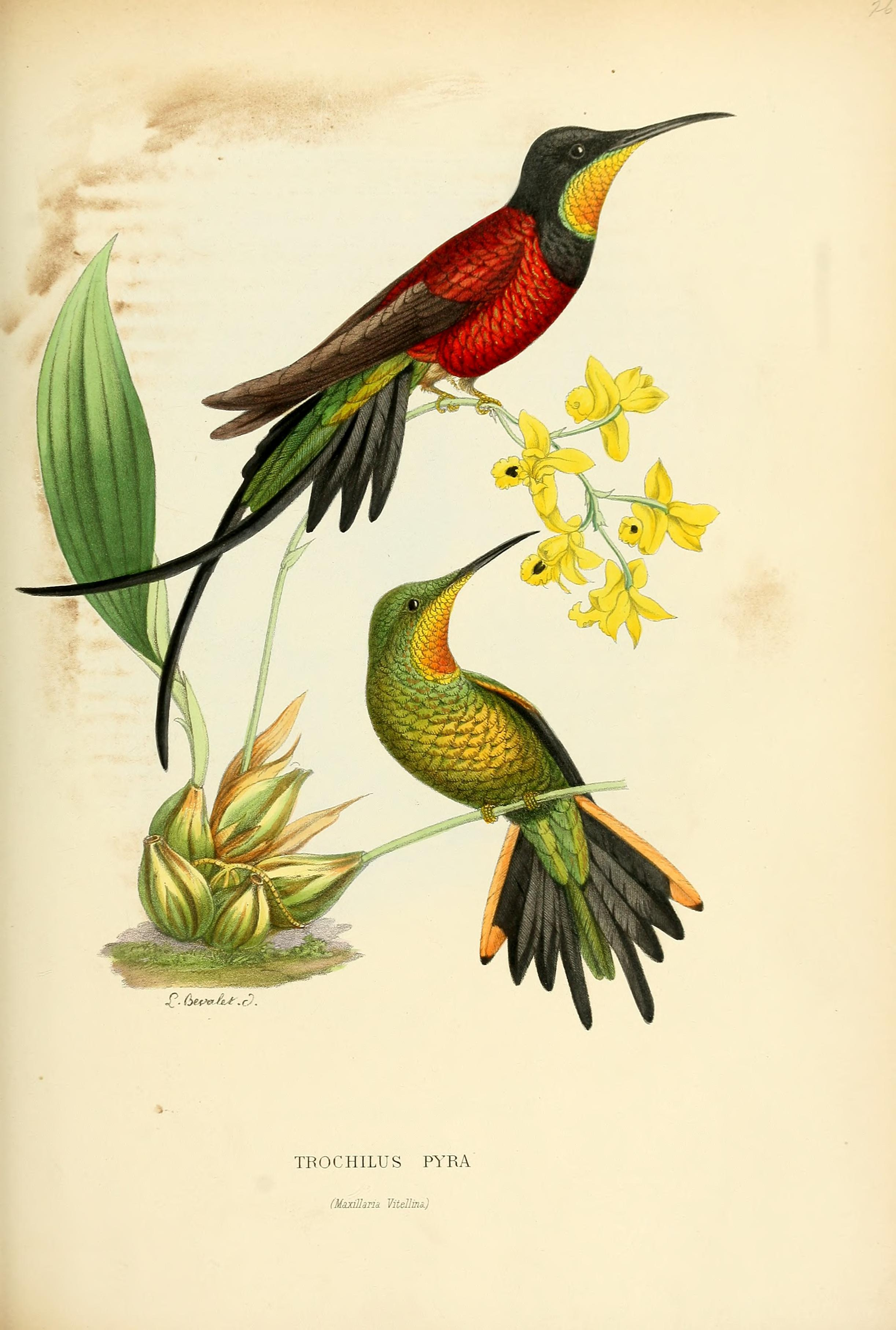
Flammenkolibri (Topaza pyra) eine von vielen Kolibritafeln für Mulsant und Verreaux
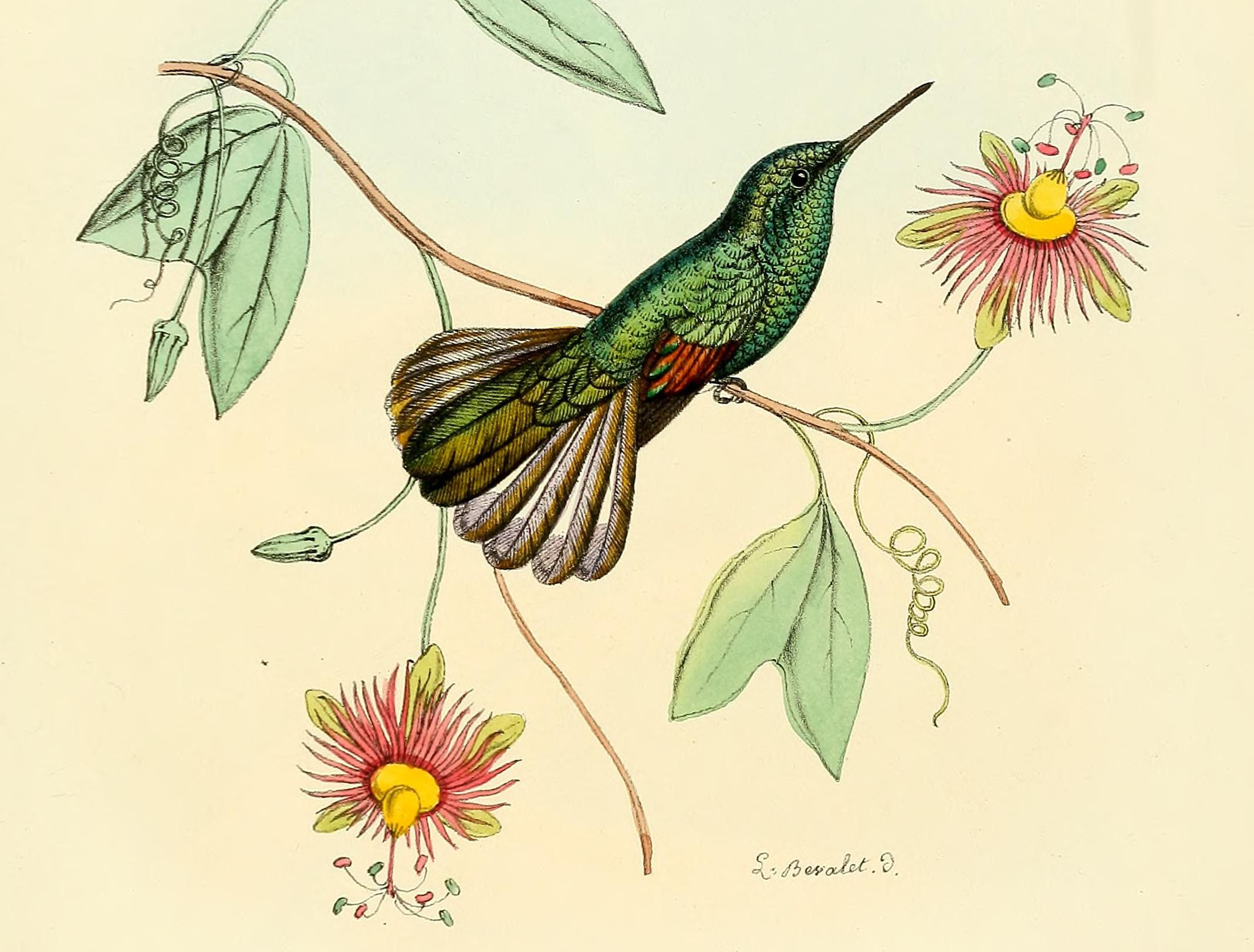
Weißschwanzkolibri (Eupherusa poliocerca) weitere Kolibritafel
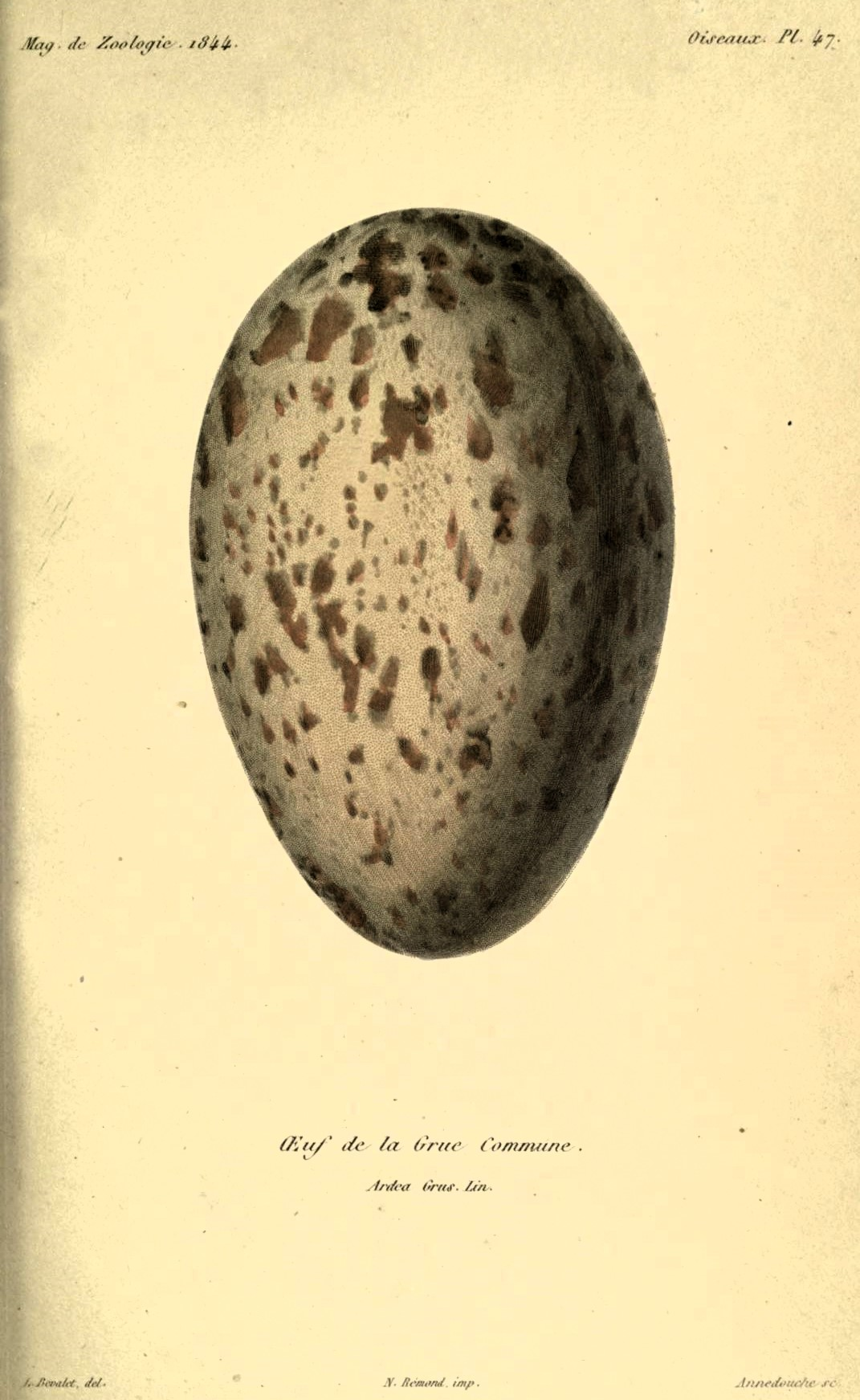
Ei vom Kranich (Grus grus) illustriert von Bevalet, Gravur von Christophe Annedouche und Druck von Narcisse Claude Julien Rémond
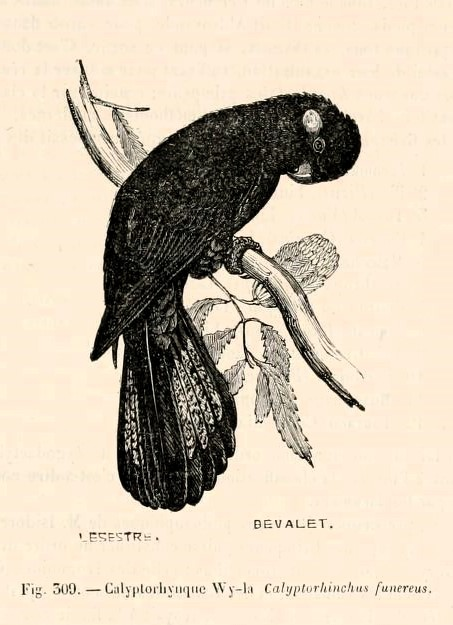
Gelbohr-Rabenkakadu (Zanda funerea) illustriert von Bevalet in Encyclopédie d'histoire naturelle
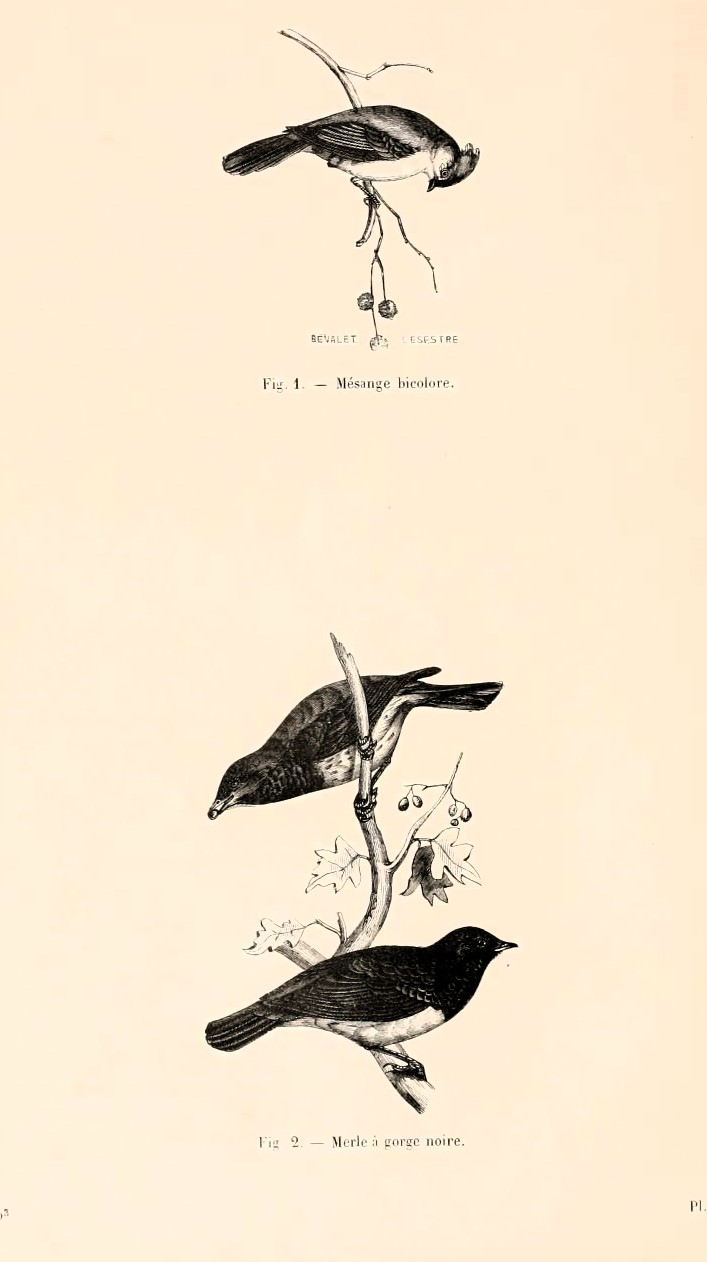
Grauhäubchenmeise (Baeolophus bicolor) & Schwarzkehldrossel (Turdus atrogularis) illustriert von Bevalet
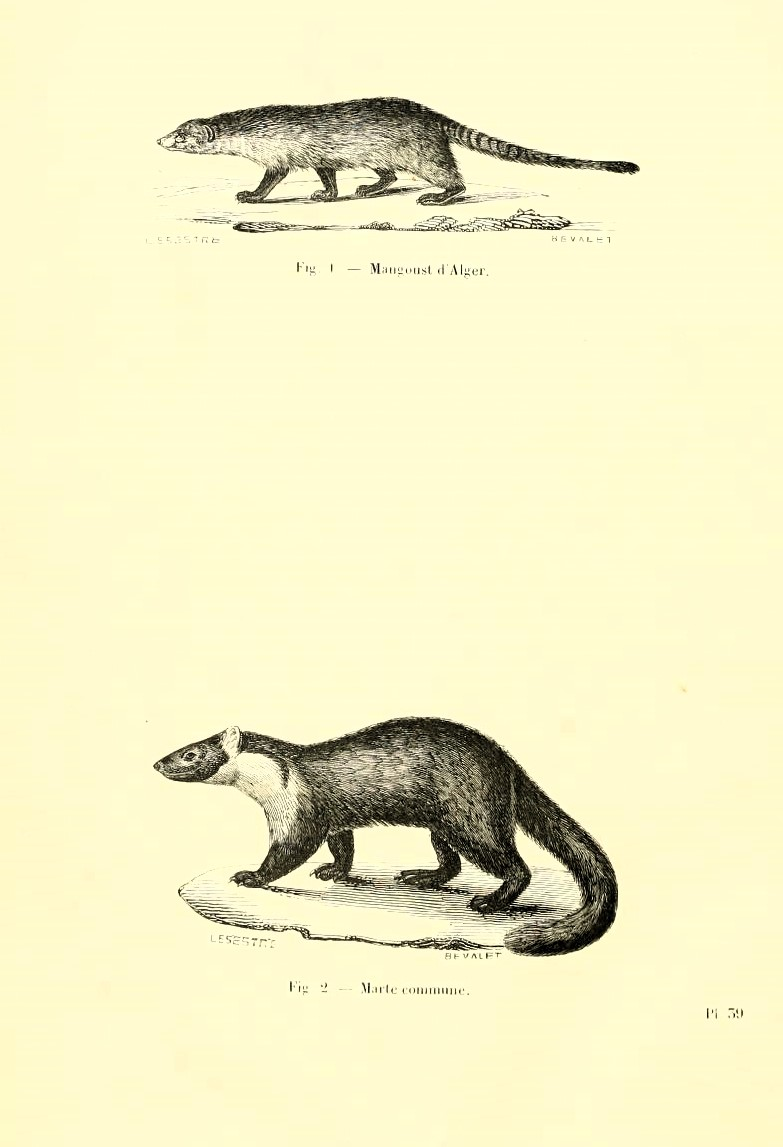
Ichneumon (Herpestes ichneumon) & Baummarder (Martes martes) illustriert von Louis Victor Bevalet

Für Lessons Kolibriwerk Histoire naturelle des oiseaux-mouches lieferten neben Bevalet die Künstler Pancrace Bessa (1772–1835), Prêtre, sein Vater Antoine Germain Bevalet, Elisa Zoé Dumont de Sainte Croix (1806–1849), die Tochter von Charles Dumont de Sainte Croix, Antoine Charles Vauthier (1790–1879) (nach Vorlage von William Swainson) und Lessons zweite Frau Marie Clémence Lesson (1800–1834) weitere Tafeln. Der Stich der Tafeln erfolgte durch Jean Louis Denis Coutant (1776–1863), der Druck durch Narcisse Claude Julien Rémond (1799–1863). Für Marc Athanase Parfait Œillet Des Murs und Justin Marie Goudot hat er zwischen 1842 und 1844 einige Vogeleier in Magasin de zoologie, d'anatomie comparée et de palaeontologie illustriert.
Bevalet bot sich für das fünfbändige Werk Histoire naturelle des oiseaux-mouches ou colibris constituant la famille des trochilidés von Étienne Mulsant und Édouard Verreaux an die Bildtafeln zu liefern. Während die Lithografien von Bevalet selbst unter Botanikern Zuspruch fanden, wurde die Qualität der wenigen Lithografien in diesem Werk über Kolibris von Paul Eugène Mesplès (1849–1924) und Jean-Marie Fugère kritisiert. In Encyclopédie d'histoire naturelle von Jean-Charles Chenu finden sich weitere Illustrationen von Bevalet.
Schließlich lieferte er für Richard Bowdler Sharpe und Aimé Bouvier 1876 die Tafel zur Erstbeschreibung der Erzschwalben-Unterart Psalidoprocne pristoptera petiti in der Fachzeitschrift Bulletin de la Société zoologique de France.

## Werke
- in René Primevère Lesson: Histoire naturelle des oiseaux-mouches, ouvrage orné de planches desinées et gravée par les meilleurs artistes et dédié A S. A. R. Mademoiselle 86 Tafeln (Prêtre, Antoine Germaine Bevalet, Marie Clémence Lesson nach Louis Pierre Vieillot, Antoine Charles Vauthier nach William Swainson, Pancrace Bessa, Elisa Zoé Dumont de Sainte Croix). Arthus-Bertrand, Paris 1829 (biodiversitylibrary.org).
- in Marc Athanase Parfait Œillet Des Murs: Ovographie Ornithologique. In: Magasin de zoologie, d'anatomie comparée et de palaeontologie. Band 4, 1842, S. 1–16 (biodiversitylibrary.org – Tafeln 25).
- in Marc Athanase Parfait Œillet Des Murs: Ovographie ornithologique de la coquille de l'œuf et de sa nature diversement réfractaire. In: Magasin de zoologie, d'anatomie comparée et de palaeontologie. Band 4, 1843, S. 1–4 (biodiversitylibrary.org – Tafeln 36).
- in Marc Athanase Parfait Œillet Des Murs: Ovographie ornithologique de la coquille de l'œuf et de sa nature diversement réfractaire. In: Magasin de zoologie, d'anatomie comparée et de palaeontologie (= 2. Band 4). 1843, S. 1–10 (biodiversitylibrary.org – Tafeln 37).
- in Justin Marie Goudot: Observations sur l'organisation et les habitudes du Coq de Roche Péruvien (Pipra peruviana, Lath.) et du Caurale (Ardea helias, Lin.). In: Magasin de zoologie, d'anatomie comparée et de palaeontologie (= 2. Band 4). 1843, S. 1–4 (biodiversitylibrary.org – Tafeln 37 & 38).
- in Marc Athanase Parfait Œillet Des Murs: Notice et considération oologiques sur la classification du genre ornithologique COURLAN ou COURLIRI (Buff.) pl. enlum., 848; Ardea, Gm.; Scolopax, Lin., Numenius, Briss.;. In: Magasin de zoologie, d'anatomie comparée et de palaeontologie (= 2. Band 5). 1844, S. 1–8 (biodiversitylibrary.org – Tafeln 46 bis 48).
- in Marc Athanase Parfait Œillet Des Murs: Notice et considération oologiques sur le genre ornithologique CAURALE, Ardea helias (L.). In: Magasin de zoologie, d'anatomie comparée et de palaeontologie (= 2. Band 5). 1844, S. 1–6 (biodiversitylibrary.org – Tafeln 49).
- Jean-Charles Chenu, Marc Athanase Parfait Œillet Des Murs: Encyclopédie d'histoire naturelle ou traité complet de cette science d'après les travaux des naturaliste les plus emminents de tous les pays et toutes les époques Buffon, Dauberton, Lacepede, G. Cuvier, Geoffroy Saint Hilaire, Latreille, de Jussieu, Brogniart, etc., etc. Ouvrage resumant les Observations des Auteur anviens et comprenant toutes les Decouvertes modernes jusqu'à nos Jour. 1 (Oiseaux). Marescq et Compagnie, Gustave Havard, Paris 1852 (biodiversitylibrary.org).
- Jean-Charles Chenu, Marc Athanase Parfait Œillet Des Murs: Encyclopédie d'histoire naturelle ou traité complet de cette science d'après les travaux des naturaliste les plus emminents de tous les pays et toutes les époques Buffon, Dauberton, Lacepede, G. Cuvier, Geoffroy Saint Hilaire, Latreille, de Jussieu, Brogniart, etc., etc. Ouvrage resumant les Observations des Auteur anviens et comprenant toutes les Decouvertes modernes jusqu'à nos Jour. 2 (Oiseaux). Marescq et Compagnie, Gustave Havard, Paris 1852 (biodiversitylibrary.org).
- Jean-Charles Chenu, Marc Athanase Parfait Œillet Des Murs: Encyclopédie d'histoire naturelle ou traité complet de cette science d'après les travaux des naturaliste les plus emminents de tous les pays et toutes les époques Buffon, Dauberton, Lacepede, G. Cuvier, Geoffroy Saint Hilaire, Latreille, de Jussieu, Brogniart, etc., etc. Ouvrage resumant les Observations des Auteur anviens et comprenant toutes les Decouvertes modernes jusqu'à nos Jour. 3 (Oiseaux). Marescq et Compagnie, Gustave Havard, Paris 1852 (biodiversitylibrary.org).
- Jean-Charles Chenu, Marc Athanase Parfait Œillet Des Murs: Encyclopédie d'histoire naturelle ou traité complet de cette science d'après les travaux des naturaliste les plus emminents de tous les pays et toutes les époques Buffon, Dauberton, Lacepede, G. Cuvier, Geoffroy Saint Hilaire, Latreille, de Jussieu, Brogniart, etc., etc. Ouvrage resumant les Observations des Auteur anviens et comprenant toutes les Decouvertes modernes jusqu'à nos Jour. 4 (Oiseaux). Marescq et Compagnie, Gustave Havard, Paris 1853 (biodiversitylibrary.org).
- Jean-Charles Chenu, Marc Athanase Parfait Œillet Des Murs: Encyclopédie d'histoire naturelle ou traité complet de cette science d'après les travaux des naturaliste les plus emminents de tous les pays et toutes les époques Buffon, Dauberton, Lacepede, G. Cuvier, Geoffroy Saint Hilaire, Latreille, de Jussieu, Brogniart, etc., etc. Ouvrage resumant les Observations des Auteur anviens et comprenant toutes les Decouvertes modernes jusqu'à nos Jour. 5-6 (Oiseaux). Marescq et Compagnie, Gustave Havard, Paris 1853 (biodiversitylibrary.org – 1853-1854).
- Jean-Charles Chenu, Eugène Desmarest: Encyclopédie d'histoire naturelle ou traité complet de cette science d'après les travaux des naturaliste les plus emminents de tous les pays et toutes les époques Buffon, Dauberton, Lacepede, G. Cuvier, Geoffroy Saint Hilaire, Latreille, de Jussieu, Brogniart, etc., etc. Ouvrage resumant les Observations des Auteur anviens et comprenant toutes les Decouvertes modernes jusqu'à nos Jour. 1 (Carnassiers). Marescq et Compagnie, Gustave Havard, Paris 1860 (biodiversitylibrary.org).
- Jean-Charles Chenu, Eugène Desmarest: Encyclopédie d'histoire naturelle ou traité complet de cette science d'après les travaux des naturaliste les plus emminents de tous les pays et toutes les époques Buffon, Dauberton, Lacepede, G. Cuvier, Geoffroy Saint Hilaire, Latreille, de Jussieu, Brogniart, etc., etc. Ouvrage resumant les Observations des Auteur anviens et comprenant toutes les Decouvertes modernes jusqu'à nos Jour. 2 (Carnassiers). Marescq et Compagnie, Gustave Havard, Paris 1860 (biodiversitylibrary.org).
- Étienne Mulsant, Édouard Verreaux: Histoire naturelle des oiseaux-mouches ou colibris constituant la famille des trochilidés. Band 1. Au Bureau de Société Linnéenne, Lyon 1874 (biodiversitylibrary.org).
- Étienne Mulsant, Édouard Verreaux: Histoire naturelle des oiseaux-mouches ou colibris constituant la famille des trochilidés. Band 2. Au Bureau de Société Linnéenne, Lyon 1876 (biodiversitylibrary.org).
- Étienne Mulsant, Édouard Verreaux: Histoire naturelle des oiseaux-mouches ou colibris constituant la famille des trochilidés. Band 3. Au Bureau de Société Linnéenne, Lyon 1877 (biodiversitylibrary.org).
- Étienne Mulsant, Édouard Verreaux: Histoire naturelle des oiseaux-mouches ou colibris constituant la famille des trochilidés. Band 4. Au Bureau de Société Linnéenne, Lyon 1879 (biodiversitylibrary.org).
- Étienne Mulsant, Édouard Verreaux: Histoire naturelle des oiseaux-mouches ou colibris constituant la famille des trochilidés (Verzeichnis). Band 5. Au Bureau de Société Linnéenne, Lyon 1879 (biodiversitylibrary.org).